# Шилдс, Уиллоу
Уи́ллоу Шилдс (англ. Willow Shields, 1 июня 2000) — американская актриса. Наиболее известна по роли Примроуз Эвердин в серии фильмов «Голодные игры».

## Биография
Уиллоу Шилдс родилась в семье Кэрри и Роба Шилдсов, отец работает учителем искусств. У неё есть сестра близнец Оутем и старший брат Ривер, которые тоже являются актёрами. Её кинодебют состоялся в эпизоде мелодрамы «В простом виде» (In Plain Sight) в 2009 году.
В 2011 году стало известно, что Уиллоу выбрали на роль Примроуз Эвердин в фильме «Голодные игры», мировая премьера которого состоялась 21 марта 2012 года.

## Фильмография
| Год  |     | Русское название                           | Оригинальное название                 | Роль                                 |
| ---- | --- | ------------------------------------------ | ------------------------------------- | ------------------------------------ |
| 2008 | кор | Лас-Вегас, Нью-Мексико, 1875 год           | Las Vegas New Mexico 1875             | девушка, наблюдающая за перестрелкой |
| 2009 | с   | В простом виде                             | In Plain Sight                        | Лиза Ройал / Лиза Роган              |
| 2011 | тф  | За школьной доской                         | Beyond the Blackboard                 | Грейс                                |
| 2012 | ф   | Голодные игры                              | The Hunger Games                      | Примроуз Эвердин                     |
| 2012 | с   | Р. Л. Стайн: Время призраков               | R.L. Stine's The Haunting Hour        | Ив                                   |
| 2013 | ф   | Голодные игры: И вспыхнет пламя            | The Hunger Games: Catching Fire       | Примроуз Эвердин                     |
| 2014 | ф   | Голодные игры: Сойка-пересмешница. Часть 1 | The Hunger Games: Mockingjay – Part 1 | Примроуз Эвердин                     |
| 2015 | ф   | Голодные игры: Сойка-пересмешница. Часть 2 | The Hunger Games: Mockingjay – Part 2 | Примроуз Эвердин                     |
| 2017 | ф   | Красота                                    | Into the Rainbow                      | Рейчел                               |
| 2019 | ф   | —                                          | Woodstock or Bust                     | Лориан                               |
| 2019 | с   | Тревожные                                  | The Unsettling                        | Майя                                 |
| 2020 | с   | Цепляясь за лёд                            | Spinning Out                          | Серена Бейкер                        |
| 2023 | ф   | Детектив Найт: Независимость               | Detective Knight: Independence        | Элли                                 |